# Georgskreuz

Das einfache Georgskreuz – wie in der Flagge Englands

Georgskreuz als Bestandteil des Jerusalemkreuzes in der Flagge Georgiens

Wappen Mailands

Das Kreuz des heiligen Georg, Sankt-Georgs-Kreuz oder einfach Georgskreuz, ist idealerweise ein durchgezogenes, rotes Kreuz auf weißem Grund, dessen Kreuzmittelpunkt sich in der Mitte der Fläche befindet. Das christliche Kreuz ist Symbol des Heiligen und Märtyrers Georg.

## Geschichte
Das St.-Georgs-Kreuz des Märtyrers, der 305 gestorben sein soll, wurde während der Kreuzzüge von den Kreuzfahrern als Symbol benutzt. Georg war der vielleicht beliebteste Heilige des Mittelalters – beliebt vor allem auch beim Adel und unter Rittern. Dies führt zu einer Vielzahl von internationalen Verwendungen des Georgskreuzes in verschiedenen christlichen Ländern – beispielsweise von Äthiopien über Russland und Portugal bis England. Seit dem 13. Jahrhundert ist das einfache Georgskreuz die Flagge Englands, dessen Schutzheiliger St. Georg ist. Als solches ist es auch Bestandteil des Union Jack. Verwandt mit dem Georgskreuz ist besonders das Jerusalemkreuz.
Der Gebrauch des Georgskreuzes als Stadt- bzw. Landesbanner geht wahrscheinlich auf die Zeit zurück, als die Byzantinische Armee in Genua eine Garnison unterhielt. Die Fahne der Garnison (ein rotes Kreuz auf weißem Grund) wurde der Kapelle des heiligen Georg von Genua geschenkt und seitdem als Fahne Genuas genutzt. Im Jahr 1190 erhielt die englische Flotte, gegen Ausrichten eines jährlichen Tributs an die genuesische Republik, die Erlaubnis unter der genuesischen Flagge zu segeln. Dies verschaffte den Engländern im Mittelmeer Schutz vor Übergriffen seitens der genuesischen Flotte und im Schwarzen Meer vor Überfällen von Piraten. Bis zum heutigen Tage ist das rote Georgskreuz auf weißem Grund sowohl die Landesflagge von England als auch die Flagge der  Royal Navy und – in Verbindung mit dem ebenfalls roten Schwert von St. Paul – die Flagge der City of London.

## Verwendungsbeispiele des Georgskreuzes

### Landessymbole
Flagge Englands, Flagge Georgiens, (baut auf dem Jerusalemkreuz auf), Flagge und Wappen Maltas
Des Weiteren als Kriegsflagge:
White Ensign von Großbritannien und Indien

### Stadtwappen

Wappen von Freiburg im Breisgau

Almería, Amersfoort, Barcelona, Batalha, Freiburg im Breisgau, Genua, Koblenz, Lincoln, City of London, Mailand, Montreal, Padua, York

### Weitere Wappen
Bistum Trier, Wappen mit dem Trierer Kreuz (u. a. die Bundesländer Rheinland-Pfalz und Saarland), Erzbistum Paderborn (alt, bis 18. Jh.), Bistum Konstanz, die kanadischen Provinzen Alberta, Manitoba und Ontario, Provinz Huesca

### Orden

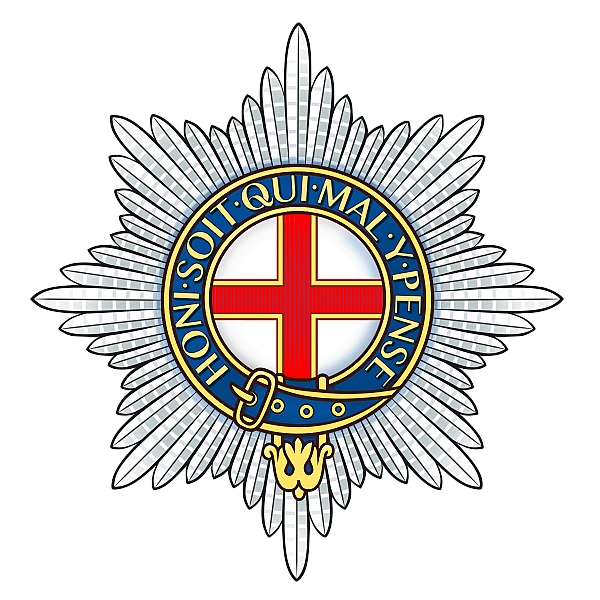
Bruststern des Hosenbandordens

Hosenbandorden, Hausritterorden vom Heiligen Georg, Georgs-Kreuz (Großbritannien), Orden vom Heiligen Michael und Georg (Großbritannien), Creu de Sant Jordi (Katalonien, Spanien)

### Sport

Wappen des
FC Barcelona

Wappen des
CFC Genua

In Anlehnung an das Stadtwappen haben der AC Mailand, der CFC Genua sowie der FC Barcelona das Georgskreuz in ihr jeweiliges Vereinswappen übernommen. Zudem verwendet der AC Mailand während der Saison 2014/15 das Stadtwappen Mailands anstelle des üblichen Vereinswappens auf den Heimtrikots. Inter Mailand verwendet das Georgskreuz auf seinen Auswärtstrikots.

### Jugendarbeit
Außerdem findet sich das Georgskreuz im Banner der Deutschen Pfadfinderschaft Sankt Georg (DPSG), da Georg der Schutzheilige des Verbandes und der Pfadfinder ist.

### Politische Organisationen
Das Logo der English Defence League enthält ein geschweiftes Georgskreuz vor weiß-schwarz geteiltem Grund.